# Me Investicija
UAB Me Investicija ist ein litauischer Dienstleistungskonzern im Transportbereich.
Der Konzern bietet Verkehrs-, Logistik- und Reparaturdienstleistungen an. Mit dem Immobilienentwickler AB Hanner plant die Gruppe über die Gesellschaften „Shushary investicija“, „ME Holding NT“ und „Proterma“ ein Logistikzentrum in Sankt Petersburg  zu bauen.
2012 erzielte das Unternehmen einen Umsatz von 1,061 Milliarden Litas und einen Gewinn von 53,532 Millionen Litas. Das Unternehmen besitzt 34 Tochterunternehmen. Einer davon ist eines der größten Verkehrsunternehmen, die Girteka. 2012 hatte der Konzern 3318 Mitarbeiter.
90 % der Aktien von ME investicija besitzt Mindaugas Raila, der Rest gehört Edvardas Liachovičius (2011).
Direktor ist Laurynas Kuzavas, die Holdinggesellschaft beschäftigt 19 Mitarbeiter (2013).